# ツール・ド・フランス1962
| 第49回 ツール・ド・フランス 1962 |                                         |
| 全行程                           | 22区間、4274km                          |
| 総合優勝                         | ジャック・アンクティル 114時間31分54 秒 |
| 2位                              | ヨセフ・プランカールト +4分59秒         |
| 3位                              | レイモン・プリドール +10分24秒          |
| 4位                              | ジルベール・デメ +^13分01秒             |
| 5位                              | アルベルトゥス・ヘルダーマン +14分04秒  |
| ポイント賞                       | ルディ・アルティヒ 173ポイント          |
| 2位                              | エミール・ダーム 144ポイント            |
| 3位                              | ジャン・グラッチ 140ポイント            |
| 山岳賞                           | フェデリコ・バーモンテス 137ポイント    |
| 2位                              | イメリオ・マッシニャン 77ポイント       |
| 3位                              | レイモン・プリドール 70ポイント         |

ツール・ド・フランス1962は、ツール・ド・フランスとしては49回目の大会。1962年6月24日から7月15日まで、全22ステージで行われた。今大会は33年ぶりに各選手の所属チーム別対抗戦形式が復活した大会ともなった。

## レース概要
第6ステージで15～16人程度の大集団が抜け出し、連覇を狙うジャック・アンクティルはその集団を追撃することができずに第二集団グループどまり。したがってまだまだこれから先は長いとはいえ、総合首位のアルベルトゥス・ヘルダーマンに対して5分14秒差の9位という厳しい位置。得意のタイムトライアルが組まれた第8ステージ後半こそ制したが、まだこの時点でも総合首位のアンドレ・ダリガードとは4分11秒差があった。
しかしピレネー超えの第12ステージにおいて、アンクティルはこのステージを中盤から果敢に牽引したフェデリコ・バーモンテスに最後追いつき大集団ゴールに持ち込んだことにより、このステージで総合首位に立ったトム・シンプソンに遅れること3分20秒差の6位へと順位を上げてきた。
翌、第13ステージは山岳コースにおける個人タイムトラアイル。さすがに山岳タイムトライアルとなるとバーモンテスが強さを発揮し、この区間を制するが、アンクティルもバーモンテスに対して1分28秒遅れで続き、この区間を終えて総合トップに立った、区間2位のヨセフ・プランカールトに対して1分8秒差の4位へと上昇してきた。
アルプスに入ると、従前の総合上位陣が総崩れとなる中、プランカールト、アンクティルの両者が安定した走りを見せ、プランカールトに対する差は1分8秒差のまま、総合2位でアンクティルはアルプスを終える。アルプスを終えた後の第19ステージは個人タイムトライアルだったが、ここでアンクティルは圧倒的な強さを見せる。
68kmを1時間33分35秒で走破して区間優勝を飾ったが、アルプス最終の第18ステージを見事制し、総合3位に浮上してきたレイモン・プリドールはこの区間3位だったにもかかわらず5分1秒も差をつけられ、総合首位のプランカールトは同4位だったが、5分19秒の差をつけられる完敗。ついにアンクティルがここでマイヨを奪回した。あとの平坦ステージでは変動はなく、アンクティルが連覇と3度目の総合優勝を果たした。

## 総合成績
| 順位 | 選手名                       | 国籍           | 時間            |
| ---- | ---------------------------- | -------------- | --------------- |
| 1    | ジャック・アンクティル       | フランス       | 114時間31分54秒 |
| 2    | ヨセフ・プランカールト       | ベルギー       | +4分59秒        |
| 3    | レイモン・プリドール         | フランス       | +10分24秒       |
| 4    | ジルベール・デメ             | ベルギー       | +13分01秒       |
| 5    | アルベルトゥス・ヘルダーマン | オランダ       | +14分04秒       |
| 6    | トム・シンプソン             | イギリス       | +17分09秒       |
| 7    | イメリオ・マッシニャン       | イタリア       | +17分50秒       |
| 8    | エルコーレ・バルディーニ     | イタリア       | +19分00秒       |
| 9    | シャルリー・ゴール           | ルクセンブルク | +19分11秒       |
| 10   | エディ・ポーウェル           | ベルギー       | +23分04秒       |

### マイヨ・ジョーヌ保持者
| 選手名                       | 国籍     | 首位区間                     |
| ---------------------------- | -------- | ---------------------------- |
| ルディ・アルティヒ           | 西ドイツ | 第1、第3-第5                 |
| アンドレ・ダリガード         | フランス | 第2(a)-第2(b)、第8(a)-第8(b) |
| アルベルトゥス・ヘルダーマン | オランダ | 第6-第7                      |
| ウイリー・シュローダー       | ベルギー | 第9-第11                     |
| トム・シンプソン             | イギリス | 第12                         |
| ヨセフ・プランカールト       | ベルギー | 第13-第19                    |
| ジャック・アンクティル       | フランス | 第20-最終                    |